# Mesozoikum
| ❮ | Ärathem             | System | Serie       | Alter (mya)   |
| - | ------------------- | ------ | ----------- | ------------- |
|   | später              | später | später      | jünger        |
| ❮ | M e s o z o i k u m | Kreide | Oberkreide  | 66 ⬍ 100,5    |
| ❮ | M e s o z o i k u m | Kreide | Unterkreide | 100,5 ⬍ 145   |
| ❮ | M e s o z o i k u m | Jura   | Oberjura    | 145 ⬍ 163,5   |
| ❮ | M e s o z o i k u m | Jura   | Mitteljura  | 163,5 ⬍ 174,1 |
| ❮ | M e s o z o i k u m | Jura   | Unterjura   | 174,1 ⬍ 201,3 |
| ❮ | M e s o z o i k u m | Trias  | Obertrias   | 201,3 ⬍ 235   |
| ❮ | M e s o z o i k u m | Trias  | Mitteltrias | 235 ⬍ 247,2   |
| ❮ | M e s o z o i k u m | Trias  | Untertrias  | 247,2 ⬍ 251,9 |
|   | früher              | früher | früher      | älter         |

Das Mesozoikum (von altgriechisch μέσος mésos ‚mittlerer‘, ‚mitten‘, und ζῶ zo ‚leben‘), auch Erdmittelalter oder Erdmittelzeit, ist eine geologische Ära, die vor etwa 251,9 Millionen Jahren begann und vor etwa 66 Millionen Jahren endete. Es wird in Trias, Jura und Kreide gegliedert. Das Mesozoikum ist innerhalb der Erdgeschichte der mittlere Zeitabschnitt des Phanerozoikums. In diesem Äon folgt das Mesozoikum auf das Paläozoikum (Erdaltertum) und wird vom Känozoikum (Erdneuzeit) abgelöst.

## Geschichte und Namensgebung
Der Begriff wurde von John Phillips 1841 als Bezeichnung für das „mittlere Tierleben“ (middle animal life), das dem des Paläozoikum folgt, definiert. In seine ursprüngliche Definition nimmt er bereits die Kreide, das „Oolithic“ (= Jura) sowie den „New Red sandstone“ auf. Allerdings konnte bereits Murchison 1841 zeigen, dass der untere Teil des New Red sandstone zum Perm gehört, wodurch die noch heutige gebräuchliche Gliederung (s. o.) etabliert wurde.

## Einteilung des Mesozoikums
Stellung des Mesozoikums im Phanerozoikum:
- Äon: Phanerozoikum (541–0 mya)
  - Ära: Känozoikum (Erdneuzeit) (66–0 mya)
  - Ära: Mesozoikum (Erdmittelalter) (251,9–66 mya)
    - System: Kreide (145–66 mya)
    - System: Jura (201,3–145 mya)
    - System: Trias (251,9–201,3 mya)

  - Ära: Paläozoikum (Erdaltertum) (541–251,9 mya)

## Leben im Mesozoikum
Das Mesozoikum begann nach einer ökologischen Katastrophe (Perm-Trias-Grenze) am Ende des Perms (zugleich das Ende des Paläozoikums), deren Ursache noch nicht eindeutig aufgeklärt ist. Bei diesem größten bekannten Massenaussterben der Erdgeschichte starben zwischen 75 % und 90 % aller Tier- und Pflanzenarten aus. Dies ermöglichte die Evolution einer neuartigen Fauna und Flora.
Die Dinosaurier entwickelten sich während der Trias aus den Kriechtieren und sollten die Ökosysteme der Erde bis zum Ende der Kreidezeit dominieren. Aus der Gruppe der Theropoden entwickelten sich die Vögel. Darüber hinaus erschienen die ersten kleinen Säugetiere, Blütenpflanzen und die meisten Bäume, die wir heute kennen.
Hinweise deuten darauf, dass am Ende des Mesozoikums ein Meteorit nahe der Yucatánhalbinsel (Mexiko) einschlug. Dieser sogenannte KT-Impakt wird vielfach für das Aussterben von 50 % aller Tier- und Pflanzenarten verantwortlich gemacht – darunter alle größeren Wirbeltiere (einschließlich der Nicht-Vogel-Dinosaurier), viele Pflanzengattungen sowie ein Großteil der Meeresfauna/-flora (Ammoniten, Belemniten).

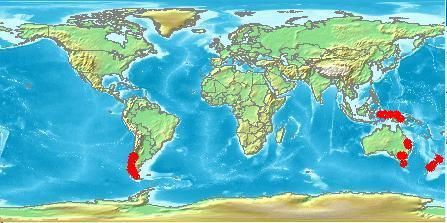
Nothofagus oder Scheinbuche ist eine Pflanzengattung, die auf dem Kontinent Gondwana weit verbreitet war. Ihr paläobiogeographisches Verbreitungsgebiet ist hier dargestellt anhand der gegenwärtigen Lage der Landmassen.

## Geologie
Während zu Beginn des Mesozoikums alle Kontinente zu einem „Superkontinent“ (Pangaea) vereint waren, nehmen gegen Ende der Kreidezeit die auseinanderdriftenden Kontinente allmählich ihre heutige Konstellation ein.

## Klima
Durch das sukzessive Aufbrechen des einstigen Superkontinents Pangaea war das Klima im Mesozoikum einer beständigen Veränderung unterworfen.
Am Beginn des Zeitalters finden sich noch riesige Wüsten, bedingt durch die enorme Landfläche Pangaeas – vergleichbar mit der Sahara im heutigen Afrika (siehe hierzu Kontinentalklima).
Mit der Entstehung der Tethys zu Beginn des Mesozoikums wurde das Klima allerdings bald feuchter, die Kontinente begannen sich aufzuteilen. Das Klima wurde insgesamt tropisch und ähnelte sich weltweit sehr stark, da das Meer noch nicht wie heute in Atlantik, Pazifik und Indischen Ozean unterteilt war und die Meeresströmungen sich gleichmäßiger verteilen konnten. Selbst die Pole waren eisfrei.
Erst mit der Entstehung des Atlantiks und des beginnenden Zerfalls von Pangaea in Kontinente im Jura wurden die weltweiten Meeresströmungen unterbrochen und der weltweite Ausgleich der Klimazonen blieb aus. Dies lässt sich anhand der Jahresringe von versteinertem Holz feststellen. Gegen Ende der Kreide gab es durch den fehlenden globalen Temperaturausgleich erstmals Jahreszeiten mit Kaltzonen im Norden und Süden der Erde.